# Chytroglossa
Chytroglossa là một chi thực vật có hoa trong họ, Orchidaceae.

## Các loài
- Chytroglossa aurata  Rchb.f. (1863)
- Chytroglossa marileoniae  Rchb.f. (1863) - type species -
- Chytroglossa paulensis  Edwall (1903)